# Zagrody Kościół
Zagrody Kościół – przystanek kolejowy w miejscowości Zagrody, w powiecie chełmskim, w województwie lubelskim.

## Geneza
Budowana głównie w czasach carskiego zaboru lubelska sieć kolejowa omijała wtedy większe osiedla. Działo się tak głównie ze względów strategicznych i ekonomicznych, dlatego stacje powstawały często na terenach odludnych. Dla mieszkańców Zagród, przez które przebiega linia kolejowa, najbliższym przystankiem był przystanek Żulin znajdujący się daleko od zabudowań; było to przyczyną zawiązania się inicjatywy społecznej odnośnie do budowy nowego przystanku przy kościele w Zagrodach.

## Linie kolejowe
Przez przystanek przebiega jednotorowa niezelektryfikowana linia kolejowa nr 69 Rejowiec – Hrebenne. Linia ta w 1984 została zelektryfikowana, jednakże potem sieć trakcyjna została zdemontowana.

## Infrastruktura
Na przystanku znajduje się jeden jednokrawędziowy peron o długości 100 metrów i wysokości 0,55 metra nad poziomem główki szyny. Na peronie znajduje się wiata i ławka.

## Ruch pociągów
Z dworca odjeżdżają pociągi regio spółki Polregio:
| Rok  | Wymiana pasażerska na dobę |
| ---- | -------------------------- |
| 2017 | 0-9                        |
| 2022 | 0-9                        |